# L'Olimpiade
L'Olimpiade (RV 725) é uma ópera composta pelo veneziano Antonio Vivaldi (1678-1741) a partir de libreto de Metastásio (1698-1782). A obra estreou no teatro Sant'Angelo de Veneza em 17 de fevereiro de 1734, durante o carnaval. O texto de Metastásio havia sido composto originalmente para uma ópera de Caldara (1660?-1736) encomendada para o aniversário da Imperatriz Elizabeth Christine de Brunswick-Wolfenbüttel (1691-1750), esposa de Carlos VI (1685-1740). A obra de Caldara teve sua primeira apresentação em agosto de 1733.
A obra de Vivaldi foi encenada em um momento crítico da carreira do compositor. O estilo napolitano estava entrando em moda na cidade naquele momento e, ao musicar um libreto consagrado, Vivaldi procurava manter seu renome como compositor lírico.
A partitura se compõe de vinte e duas árias, oito das quais são reutilizações de obras anteriores. Os recitativos destinados ao personagem Meglaces se destacam por sua força dramática.
O libreto se tornou um dos mais populares da história da ópera até hoje, tendo sido musicado por autores que vão desde Pergolesi (1735) até Donizetti (1817, obra incompleta). A trama fala de encontros e desencontros amorosos. Ao final da ópera, são anunciados dois casamentos. Uma gravação recente foi feita em 2002 pela Opus 111 - Naïve na série The Vivaldi Collection. O conjunto Concerto Italiano é regido por Rinaldo Alessandrini.

## SINOPSE
Ato I
Mégacles  chega a Sicione justo a tempo de participar nos Jogos Olímpicos disfarçado de Licidas, um amigo que certa vez havia salvo sua vida. Mégacles não sabe que Licidas está enamorado de Aristea, filha do rei Clístenes. O rei havia prometido a mão de Aristea ao vencedor dos jogos. Licidas, por sua vez, já havia sido prometido em casamento à princesa de Creta, Argene. Ele não sabe que Aristea e Mégacles estão apaixonados um pelo outro. Mégacles e Aristea se sentem contentes pelo fato de que, se ele vencer os jogos, ambos poderão se casar. Mas Mégacles havia dado sua palavra de que iria competir como Licidas. Enquanto isso, Argene chega a Olímpia, local dos jogos, disfarçada de pastora para tentar recuperar o amor de Licidas.
Ato II
Mégacles vence os jogos, mas é obrigado a confessar a verdade a Aristea, isto é, que estava competindo como Licidas,  e se afasta, amargurado. Quando Licidas está prestes a receber seu prêmio, Aristea o rejeita ao notar que não se trata de Mégacles. Amintas, guardião da Licidas, traz a notícia de que Mégacles se afogou. O rei Clístenes, decepcionado, decreta a expulsão da filha Licidas de sua cidade, Sicione.
Ato III
Argene impede que Aristea, desesperada, cometa suicídio. Mégacles é resgatado por um pescador enquanto Licidas planeja o assassinato do rei. Quando Clístenes descobre os planos de Licidas, Aristea pede misericórdia para ele, enquanto Argene se oferece para receber o castigo em seu lugar. Para convencer o rei de que ela é uma princesa, Argene mostra a Clístenes uma jóia que  Licidas lhe havia dado de presente. O rei reconhece o objeto como pertencendo ao seu próprio filho, a quem ele tinha abandonado na infância para impedir o cumprimento de uma profecia que dizia que o menino mataria o próprio pai. Licidas, reconhecido por Clístenes, é recebido novamente na família real. Ele aceita Argene como sua esposa e concorda que Mégacles se case com sua irmã, Aristea.